# Escena de Canterbury
El término Escena de Canterbury o Sonido Canterbury se emplea para denominar a un grupo de músicos y bandas cuyo auge se sitúa a finales de los 60 y principios de los 70, formado en torno a dicha ciudad inglesa (aunque no de forma exclusiva), con un denominador común: su sonoridad o forma de entender la música, una inteligente mezcla de rock y jazz con ciertos guiños a la psicodelia. 
Algunos de sus exponentes acabaron trabajando en bandas puramentes jazzísticas.
Las principales bandas comúnmente asociadas a dicho género son Caravan, Gong, Camel, Soft Machine, Hatfield and the North y National Health. 
Al final del artículo se incluye una relación completa de los músicos y sus bandas.

## Historia
En 1960 Daevid Allen, inquieto muchacho australiano, se hospedó en la casa de huéspedes de los padres de Robert Wyatt en Lydden, a 16 km al sur de Canterbury. Allen trajo consigo una buena colección de discos de jazz, otro estilo de vida y al baterista de jazz George Niedorf, quien más tarde instruiría a Robert Wyatt.
En 1963 Wyatt, Allen y Hugh Hopper formaron el Daevid Allen Trio en Londres, que pasó a convertirse en Wilde Flowers cuando Allen se mudó a Francia. Fue esta formación, Wilde Flowers, la que originó todo el movimiento posterior, pues en ella estaban ya los músicos que formaron más tarde Caravan y Soft Machine, los cuales, a su vez, fueron el caldo de cultivo del resto de formaciones.
En 1966 Robert Wyatt, junto con Daevid Allen, Kevin Ayers y Mike Ratledge formaron Soft Machine.
La rotación entre sus músicos ha sido notable y así, Richard Sinclair militó en Wilde Flowers, Camel, Caravan, Hatfield and the North y Gilgamesh; su primo David Sinclair estuvo en Caravan, Camel, Matching Mole y, brevemente, Hatfield and the North. Robert Wyatt pasó por Wilde Flowers, Soft Machine y Matching Mole antes de establecerse como solista. 
Pip Pyle pasó por Delivery, Gong, Hatfield and the North, National Health, Soft Heap y In Cahoots. 
Hugh Hopper ha tocado en Soft Machine, Isotope, la banda de Stomu Yamashta, Soft Heap, Cahoots, Brainville y Hughscore.

## Lista de bandas

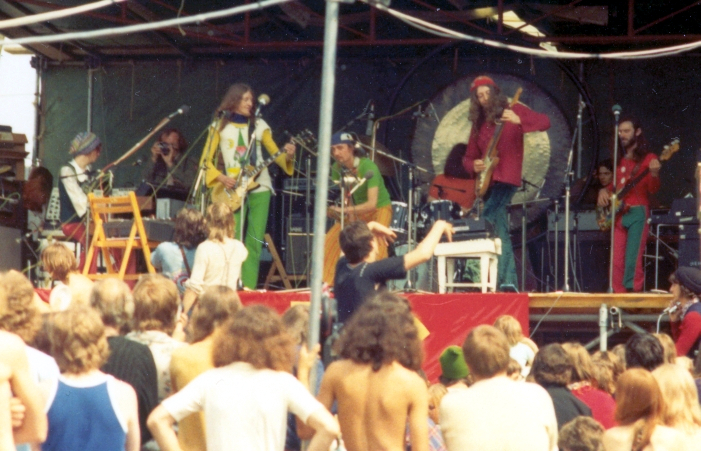
El grupo anglo-francés Gong en 1974.

- Soft Machine
- Caravan
- Gong
- Hatfield and the North
- National Health
- Camel
- Delivery
- Egg
- Gilgamesh
- Henry Cow
- Khan
- Matching Mole
- Quiet Sun
- Soft Heap
- The Keith Tippett Group

## Relación de bandas y músicos
- Daevid Allen (Soft Machine, Gong, Brainville)
- Kevin Ayers (Wilde Flowers, Soft Machine, Gong)
- Mont Campbell (Uriel, Egg, Arzachel, National Health)
- Lindsay Cooper (Henry Cow, Feminist Improvising Group, Mike Oldfield, National Health, Mike Westbrook Orchestra, News from Babel)
- Lol Coxhill (Delivery, Kevin Ayers & The Whole World)
- Chris Cutler (Ottawa Music Company, Henry Cow, Art Bears, News from Babel, Peter Blegvad Trio)
- Elton Dean (Keith Tippett Sextet, Soft Machine, Just Us, Centipede, Soft Heap/Soft Head, In Cahoots, Pip Pyle's Equip'Out)
- Fred Frith (Henry Cow, Art Bears)
- Alan Gowen (Gilgamesh, National Health, Soft Heap/Soft Head)
- John Greaves (Henry Cow, National Health, Soft Heap, Peter Blegvad Trio)
- Jimmy Hastings  (Caravan, Caravan of Dreams, Hatfield and the North, National Health, Soft Machine)
- Mark Hewins (Sinclair and the South, The Polite Force, Soft Heap, Gong, Mashu, Caravan of Dreams)
- Steve Hillage (Uriel, Arzachel, Khan, Kevin Ayers, Gong, System 7)
- Tim Hodgkinson (Henry Cow)
- Allan Holdsworth (Soft Machine, Gong, Bruford, UK)
- Hugh Hopper (Wilde Flowers, Soft Machine, Isotope, Soft Heap/Soft Head, In Cahoots, Pip Pyle's Equip'Out)
- Karl Jenkins (Nucleus, Soft Machine, Adiemus)
- Geoff Leigh (Henry Cow, The Black Sheep)
- Phil Miller (Delivery, Matching Mole, Hatfield and the North, National Health, In Cahoots, Richard Sinclair Band, Hugh Hopper Band)
- Pierre Moerlen (Gong, Mike Oldfield Band, Gongzilla)
- François Ovide (John Greaves Group)
- Pip Pyle (Delivery, Gong, Hatfield and the North, National Health, Soft Heap, In Cahoots, Pip Pyle's Equip'Out, John Greaves Band, Hugh Hopper Band)
- Mike Ratledge (Soft Machine, Adiemus)
- Geoff Richardson (Spirogyra, Caravan)
- David Sinclair (Wilde Flowers, Caravan, Matching Mole, Hatfield and the North, The Polite Force, Camel)
- Richard Sinclair (Wilde Flowers, Caravan, Delivery, Hatfield and the North, Sinclair and the South, Camel, In Cahoots, Caravan of Dreams)
- Gilli Smyth (Gong)
- Dave Stewart (Uriel, Egg, Arzachel, Ottawa Music Company, Khan, Hatfield and the North, Gong, National Health, Bruford, Rapid Eye Movement)
- Theo Travis (Gong, Richard Sinclair, Soft Machine Legacy)
- Andy Ward (Camel, Marillion, Caravan of Dreams, Mirage)
- Robert Wyatt (Wilde Flowers, Soft Machine, Hatfield and the North, Matching Mole)